# ユリウス・エヴォラ
ジュリオ・チェーザレ・アンドレア・ユリウス・エヴォラ（Giulio Cesare Andrea "Julius" Evola、1898年5月19日 - 1974年6月11日）は、イタリアの右翼哲学者、政治思想家、神秘思想家、形而上理論家、画家。近年、特に21世紀に入ってから英訳が急ピッチに進んだ。

## 概要
エヴォラは、自分の価値を伝統主義、貴族主義、軍国主義、帝国主義と見なした。ファシスト・イタリアの独特な思想家であり、ナチス・ドイツとも関係を結んだ。戦後時代はネオ・ファシスト及び急進右派の理念的メンターとなった。
第一次世界大戦中、砲兵将校として服務。ダダイズム芸術家になったが、20代で芸術活動をあきらめた。それによると、仏典を読んで啓示を受けるまで自殺を考慮したという。1920年代、エヴォラはオカルトに参加し、西洋の密教と東洋の神秘主義について書きながら「魔術的理想主義」という教理を発展させた。エヴォラの文章はドイツ観念論、東洋の教理、伝統主義、保守革命の多様なアイディアを混合した。エヴォラは人類が物質的な欲望が爆発した暗黒時代のカリ・ユガに住んでいると信じた。これに対抗して原初的な再生を起こすためにエヴォラは「伝統の世界」を提示した。エヴォラにとって伝統とはキリスト教ではない（彼は神を信じなかった）権威、階層、秩序、規律や従順の価値を持つ永遠な超自然的知識にあたる。
エヴォラはファシスト政権の人種法を擁護し、ついにイタリアの代表的な「人種哲学者」になった。エヴォラの自伝的な言及は彼が親衛隊とナチ党の情報機関である保安部で勤めたということを暗示する。1943年、ファシスト政権が崩壊すると、エヴォラはドイツに逃避したが、ドイツ占領下のローマに戻り、急進右翼団体を組織した。1945年、ソ連軍の空爆によって下半身が麻痺する負傷を負った。1951年、ネオ・ファシスト扇動に関する裁判でエヴォラは自分がファシストだという主張を拒否し、代わりに自らを「スーパーファシスト」と呼んだ。この陳述に関して歴史家のエリサベタ・カッシーナ・ウルフ（Elisabetta Cassina Wolff）は「これがエヴォラが自分をファシズムの上または向こう側に置いたということを意味するのかは不明だ」と書いている。
第二次世界大戦後、エヴォラはイタリア急進右派の「首席理念家」と呼ばれ、彼の哲学は「20世紀で最も一貫した反平等主義、反自由主義、反民主主義、反大重主義的体系」の一つとして特徴づけられた。エヴォラの文章には、女性嫌悪、人種主義、反ユダヤ主義、キリスト教やカトリック教会への攻撃が含まれた。彼は現代の伝統主義者とネオ・ファシスト運動に影響を与え続けている。

## 生い立ち
ジュリオ・チェーザレ・エヴォラは、1898年5月19日にローマで電信技師のヴィンチェンツォ・エヴォラ（Vincenzo Evola）と地主のコンチェッタ・マンジアパネ（Concetta Mangiapane）の次男として生まれた。当時、シチリアの地名の慣習により、エヴォラは部分的に外祖父にちなんで名付けられた。彼の両親は、シチリア北西部海岸のパレルモ県にある小村のチーニジで生まれ、1892年11月25日にそこで結婚した。エヴォラの祖父母は、貿易業に従事していたジュゼッペ・エヴォラ（Giuseppe Evola）とマリア・クスマノ（Maria Cusumano）。エヴォラの母方の祖父母は、店主として知られるチェーザレ・マンジアパネ（Cesare Mangiapane）と彼の妻カテリーナ・ムナコ（Caterina Munacó）。ジュリオ・チェザーレには、1895年にローマで生まれた兄ジュゼッペ・ガスパーレ・ディナモ・エヴォラ（Giuseppe Gaspare Dinamo Evola）がいた。エヴォラの家族は敬虔なカトリック教会の信者だった。エヴォラは自分の幼年期を無意味だと考え、個人史のいくつかの詳細を隠したことで有名だ。エヴォラはしばしば「男爵」と呼ばれるが、おそらく中世後期にシチリア王国のカストロピニャーノ男爵（Barone di Castropignano）だった下級貴族のエヴォリ家（Evoli）との遠い親戚関係のためだと考えられる。彼は古代ローマとの繋がりとして「ユリウス」という名前を選んだ。
エヴォラはカトリック教育に反抗した。ローマのレオナルド・ダ・ヴィンチ技術研究所で工学を学んだが、卒業はしなかった。その理由について、ブルジョワジーの学問的認定と医師や技術者のような肩書きと関わりたくなかったためだと主張した。エヴォラは、ドイツ語やヨハン・ゴットリープ・フィヒテ、ゲオルク・ヴィルヘルム・フリードリヒ・ヘーゲル、フリードリヒ・シェリングといったドイツ観念論を修める。とりわけオットー・ヴァイニンガー、マックス・シュティルナー、フリードリヒ・ニーチェ、ゴータマ・ブッダ、ジョルジュ・ソレル、ルネ・ゲノン、ジョゼフ・ド・メーストルは心骨に至るほどの感化をもたらす。のちにエヴォラは20代の時に自殺を考えたがブッダによって命を救われたという。
アバンギャルドに魅了されたエヴォラは、大学生時代にフィリッポ・トンマーゾ・マリネッティの未来派運動に関与した。だが、極端な民族主義と産業擁護には同意せず、1916年にマリネッティと決別した。第一次世界大戦中は砲兵としてアジアーゴに駐兵。自身が規律と位階のために尊敬したドイツに対抗し、イタリアが誤った側で戦っているという憂慮にもかかわらず、1917年に入隊を志願、しばらく最前線で服務した。戦後、ダダイズムの画家になった。エヴォラは自分の絵画を「内面の風景」と説明した。彼はフランス語で詩を書き、クラシック音楽とともにキャバレーで朗読した。絵画と詩、そして短命なジャーナル『青いレビュー（Revue Bleue)』での作業を通じてエヴォラは、イタリアのダダイズムの著名な代表者となった。1922年、アバンギャルド芸術が商業化され学問的慣習により硬直しているという結論を下した後、絵画と詩をあきらめた 。エヴォラは熱心な登山家であり、それを啓示的な霊的経験の源泉だと描写した。
エヴォラは市民的な生活に対する偏狭さと正常な人間活動の「空虚さを超越」したい欲求によって「霊的危機」を体験した。彼は幻覚剤と魔術を実験したが、そのために気が狂いそうになったという。23歳の時に自殺を考えたと『赤褐色の道（The Cinnabar Path）』で告白した。彼は、絶対的な超越以外のすべての形態のアイデンティティを脱ぎ捨てることを扱った初期の仏典を読んで悟った啓示のおかげで、自殺を避けることができたと話した。後にエヴォラは、仏教に対して借金を返したと考えた『悟りの教理』というテキストを出版した。この頃、エヴォラの関心事は彼を霊的、超越的、超理性的な研究に導いた。彼は多様な密教資料を読み始め、次第に神秘主義、錬金術、魔術、東洋学、特にチベット密教のヨガについてさらに深く探求した。歴史家のリチャード・H・ドレイク（Richard H. Drake）は、エヴォラが同時代の価値から疎外されたことが、第一次世界大戦中に成人になった他の「失われた世代」の知識人たちの疎外と似ていたが、妥協せず、奇異であり、反動的な形をしていたと書いている。

## 哲学
エヴォラの著述は、ドイツ観念論、東洋の教理、伝統保守主義、そして特に彼が深く関与した戦間期保守革命の思想を混合した。彼は自分を現代の暗黒時代（カリ・ユガ）とは対照的に、古代の黄金時代を支配した貴族階級の一員と見なした。エヴォラは自身の著述で遺伝と入門を通じて時代を超越することができたその階級の人々を言及し、彼らを「l'uomodifferenziato（変わった人間）」と称した。エヴォラは人類の歴史を全般的に退廃的なものと考えた。彼は近代性を無秩序な勢力が伝統を圧倒する一時的な勝利と見た。エヴォラの定義によると、伝統は「権威、位階、秩序、規律、服従」という絶対的な価値を持つ永遠な超自然的知識だった。
マシュー・ローズ（Matthew Rose）は「エヴォラは基本的な人間活動、すなわち食事と性生活、商業と遊戯から戦争と社会的交流に至るまで、伝統によってどのように意識的なものに格上げされたのかを示したと主張し、その反復性自体が不変の永遠な領域を垣間見ることができるようにする活動になった」と書いた。エヴォラは伝統が混沌に対する秩序の勝利を保障するためには、貴族主義に服従しなければならないと考えた。ローズはエヴォラが「現代社会で最も右翼的な思想家になることを熱望した」と書いた。
エヴォラの哲学的旅程は、1920年代の『絶対的個人論（Teoria dell'individuo assoluto）』と『絶対的個人現象学（Fenomenologia dell'individuo assoluto）』によって始まった。『絶対的個人論』と『絶対的個人現象学』は本来単一著作だったが、編集上の理由で2冊に分かれ数年間隔を置いて出版され『絶対的個人論』は1927年に、『絶対的個人現象学』は1930年にトリノで出版された。この著書は、ベネデット・クローチェの著作が主導したイタリアのヘーゲル思想に対する批判的な見方を含んでいた。クローチェはエヴォラの著書『絶対的個人の理論と現象学』を出版してくれる出版社を探すよう助けた。この著作は1924年に始まったが、最終本は1927年と1930年に出版された。しかし、クローチェがエヴォラをどの程度助けたかは明らかではない 。
エヴォラは神秘主義、タントラ、ヘルメス主義、聖杯神話、そして西洋の密教について膨大な著述を残した。ドイツのエジプト学者であり密教学者のフローリアン・エヴェリング（Florian Ebeling）はエヴォラの著書『ヘルメス伝統（The Hermetic Tradition）』が密教主義者たちにヘルメス主義に関する「非常に重要な著作」と見なされると指摘した。エヴォラは特にチェーザレ・デーラ・リヴィエラ（Cesare della Riviera）の著書『英雄たちの魔法世界（Il Mondo Magicodegli Heroi）』に集中したが、この著書は後に現代イタリア語で再出版された。彼はリヴィエラの著書が「高次元的魔法」の目標、すなわち地上の人間を超越的な「神人」として再形成することと一致すると主張した。エヴォラによると、教会の非難を防ぐために「蓋」が追加されたにもかかわらず、いわゆる「永遠の」伝統科学はこの著書を通じて明瞭に表現することができた。エヴォラはカール・ユングの錬金術解釈を拒否したが、ユングはエヴォラのヘルメス伝統を「ヘルメス哲学に対する権威ある説明」と描写した。哲学者のグレン・アレクサンダー・マギー（Glenn Alexander Magee）は『ヘーゲルとヘルメスの伝統（Hegel and the Hermetic Tradition）』でユングの解釈よりエヴォラの解釈を好んだ。1988年、ヘルメス主義の専門ジャーナルはエヴォラの著書の一部を掲載し、これを「ルシファー的」と描写した。
後にエヴォラは自身が仏教徒ではなく、仏教に関する彼の文はヒンドゥー教のタントラに対する彼の初期研究と均衡を成すためのものだと告白した。エヴォラのタントラへの関心は、ジョン・ウッドロフとの手紙交換を通じて促進された。エヴォラは東洋的霊性の他の形態で現れる「受動的な」アプローチより、タントラの能動的な側面と霊的経験に対する実質的な手段を提供するという主張に魅了された。リチャード・K・ペイン（Richard K. Payne）は、エヴォラが右翼の暴力に奉仕するためにタントラを操作し「権力のヨガ」で「権力」を強調したことが彼の考え方に対する洞察力を提供したと主張した 。ピーター・シュタウデンマイヤー（Peter Staudenmaier）は、エヴォラが人種差別的な目的のために、アジア的教理に関連したヨーロッパの資料に依存する場合が多かったと書いた。ローズはエヴォラを「信頼できない東洋宗教学者」と呼んだ。エヴォラは左道に従う「差別化される個人」が現代世界に対して暗くて暴力的な性的力を使用すると主張した。エヴォラにとってこのような「男性的な英雄たち」は寛大で残忍で、統治能力を持っており、慣習的に不道徳と見なされる「ディオニソス的」行為を犯す。エヴォラに左道は暴力を犯罪の手段として受け入れる。
ジェームズ・グレゴールによると、霊性に対するエヴォラの定義は『峰に対する瞑想（Meditations on the Peaks）』中に「魂が内面で経験する優越感と肉体で表現される高貴な品行により成功的に実現され転換されたもの」という一節で見ることができる。エヴォラはフランコ・フェラレージ（Franco Ferraresi）が書いたように内的自我の中で絶対的に到達しようと努力する人間のモデルを構築しようとした。ポール・ファーロング（Paul Furlong）は、エヴォラに超越は「肉体的・精神的修養の純粋さを通じて霊的な自我を解放することにある」と書いた。エヴォラは超然し、超越に向けた衝動と献身的な戦士精神の間の緊張感が生涯と業績を規定すると書いた。
ニコラス・グッドリック＝クラーク（Nicholas Goodrick-Clarke）は、エヴォラの「厳格なニューエイジ霊性は21世紀初め、民主主義、資本主義、多人種主義、そして技術で綴られた平等主義世界を絶対的に拒否する人々に直接的に近づく。彼らの文化的混乱は彼の完全な刷新という理想から強い慰めを得ることができる」と書いた。スティーヴン・アトキンス（Stephen Atkins）は、エヴォラの哲学を「現代社会とその慣習に対する完全な拒否」と要約した。エヴォラは自由主義を嫌悪した。マシュー・ローズが書いたように自由主義はエヴォラが尊敬するすべてのもの、すなわち社会的階級、自然的不平等、神聖な特権を改革や廃止の対象にした。グッドリック＝クラークは、エヴォラがインド・ヨーロッパ語族の伝統を引用して「反平等主義、反民主主義、反自由主義、反ユダヤ主義の急進的な教理」を発展させたと書いた。ローズはエヴォラを「その世紀の最も奇妙な知識人の一人」と称した。

### 魔術的観念論
トーマス・シーハンは「エヴォラの1920年代初期の哲学著作は、絶対精神と精神哲学で絶対的個人と行為哲学で新観念主義を再形成することに専念した」と書いた。したがってエヴォラは「魔術的観念論」という教理を発展させたが、これは「自我は自身とは別の実体を持ったように見えるすべてのものが自身の欠乏による幻想に過ぎないということを理解しなければならない」ということだった。エヴォラにとって絶対的個人とのこのような絶え間なく増加する一体性は、制約のない自由、すなわち無条件の力と一致した。1925年の著書『魔術的観念論に関する小論（Essays on Magical Idealism）』でエヴォラは「神は存在しない。 自我は自らを神聖にすることで神を創造しなければならない」と宣言した。
シーハンによると、エヴォラは彼の理論を発展させる過程で形而上学的神話の力を発見し、これは彼が談論的知識より超理性的な知的直観を擁護する契機になった。エヴォラの観点から談論的知識は人間を存在から分離させる。シーハンはこのような立場がプラトン、トマス・アクィナス、マルティン・ハイデッガーなど西洋哲学者の解釈で現れる主題であり、エヴォラにより誇張されたと主張した。エヴォラは後に「伝統の世界を理解できるようにしてくれる真理は学んだり、議論できることではない。真理とは、存在するかしないかのどちらかである。私たちは真理を記憶できるだけであり、それは多様な人間的構成（特に権威ある研究者の結果と方法）が示す障害物から抜け出し、伝統的観点と同じ非人間的観点から見ることができる能力を悟らせる時だけ可能だ··· 伝統的真理は常に本質的に非人間的と見なされてきた」と書いた。 
エヴォラは「二つの本性」として自然世界と原初的な存在の世界に対する教理を発展させた。彼はこの二つの本性が下位物質に形態と質を付与し、位階的な存在の巨大な鎖を作り出すと信じた。彼は霊的活力をこの超越的原理に向けた指向を意味すると理解した。彼は国家がこのような「上からの命令」とそれにともなう個人の有機的形成にともなう位階的分化を反映しなければならないと主張した。エヴォラにとって有機的形成とは「特定の機能のために個人の才能と資質を集め、保存し、研磨すること」を意味した。

### ウル・グループ
エヴォラの主要接触者の中には、キリスト教と民主主義を批判し、古代ローマ貴族を擁護したアルトゥーロ・レギーニがいた。レギーニはファシスト・イタリアの台頭を歓迎し「教養ある魔法」を奨励することでキリスト教以前の霊性に回帰しようとした。レギーニを通じてエヴォラは当時伝統主義の巨匠であり、オカルトに対する関心を共有したフランスの東洋学者のルネ・ゲノンに紹介された。ゲノンの1927年の著書『現代世界の危機（La Crise du monde moderne）』は、エヴォラに近代性批判を中心に自分の思想を整理するようにインスピレーションを与えた。エヴォラが「師匠」と呼んだゲノンは、エヴォラが討論する価値があると考えた数少ない作家の一人だった。
1927年、レギーニとエヴォラは他のイタリアの密教主義者たちと共にウル・グループ（Gruppo di Ur）を設立した。このグループの目的は、構成員各自のアイデンティティを超人的な力と自覚状態に引き上げ、世の中に魔法的な影響力を行使できるようにすることだった。ウル・グループは仏教、タントラ、そして珍しいヘルメス主義経典の技法を活用した。彼らは古代ローマ宗教の復活を通じて当時急成長したファシスト運動に「魂」を吹き込み、密教を通じてファシスト政権に影響を及ぼすことを目標にした。
ウル・グループのオカルティズム関連論文はその後『魔法への入門（Introduction to Magic）』に掲載された。しかし、レギーニのフリーメイソン支持はエヴォラに論難の余地があり、結局レギーニはエヴォラと決別し、1928年にウル・グループを脱退した。レギーニは、エヴォラが彼の著書『異教帝国主義（Imperialismo pagano）』で自分の考えを盗用したと非難し、エヴォラはその著書があまりにも早く出版されたことにレギーニを叱った。エヴォラの後期著作はゲノンの『現代世界の危機』に相当な影響を受けたが、彼は黙想より行動を重視し、教会より帝国を重視するという点でゲノンと区別された。

### 性と性の役割
エヴォラは「異性間の正当な関係」とは、女性が男性との不平等を認めることを含むと主張した。彼はジョゼフ・ド・メーストルの「女性は女性としてのみ優越することができ、男性を模倣しようとする瞬間から彼女は猿に過ぎない」という陳述を引用した。ケヴィン・クーガン（Kevin Coogan）は「エヴォラの女性に対する見解が女性嫌悪で満ちていたということはほとんど自明な事実」と書いた。エヴォラは特定人種の男性に期待されるより高い資質は同じ人種の女性に期待されるものではなく、女性解放が「女性が女性としての権利を放棄すること」と信じた。エヴォラは「女性は伝統的に男性との関係を通じて媒介された方式でのみ神聖な位階秩序に参加することができた」と書いた。彼は自分が理想化した性的関係の特徴として古代ヒンドゥー教のサティ（自殺）を挙げたが、これは彼にとって女性が家父長的伝統を尊重することを示す犠牲の一形態だった。純粋で女性らしい女性に男性は単なる夫や恋人ではなく主人として認識される。女性は男性に完全に服従することから真のアイデンティティを見出すだろう。
エヴォラは母系社会と女神宗教を堕落の兆候と見なし、極度に男性的な戦士精神を好んだ。彼は「戦士の群れ」または「戦士社会」のモデルとして男性の連帯（Männerbund）概念を支持したハンス・ブリューアーの影響を受けた。グッドリック＝クラークは、男性と女性の霊性に対するエヴォラの二元論に対するオットー・ヴァイニンガーの著書『性と性格（Geschlecht und Charakter）』の根本的な影響について言及した。グッドリック＝クラークによると、エヴォラの男性的霊性に対する賛辞は、第一次世界大戦が終わる頃に広く翻訳されたヴァイニンガーの作品に根を置いている。エヴォラは同性愛を自分の目標に「役に立たない」と非難した。彼はサディズムとマゾキズムがエロースの最も深い本質に潜在的に存在する要素の拡大である限り、サドマゾキズムを疎かにしなかった。それなら「超越的であり、もしかしたら恍惚とした方法で性の可能性を拡張」することができるだろう。
エヴォラは女性が男性と遊ばれ、男性性を脅かし、男性を性欲で制限的な手中に誘惑すると主張した。彼は「男性たちが外形的にのみ真の男性性を保っている時、女性たちが本来の姿に戻ると期待してはならない」と書いた。そして「男性たちが性を統制する代わりに性によって操縦され、酒に酔った人のように彷徨する」と嘆いた。彼は攻撃性のための戦略とされるタントラと性魔術から「去勢された」西欧に対抗する手段を見つけたと信じた。また、エヴォラは乙女に対する儀礼的侵害と女性むち打ちは適切な警戒心理環境を作るのに必要な強度で行われる限り「意識高揚」の手段だと述べた。
エヴォラは、ヴァイニンガーの『性と性格』をイタリア語に翻訳した。ヴァイニンガーの著作を単純に翻訳することに満足できなかった彼は『エロースと愛の神秘：性の形而上学（Eros and the Mysteries of Love: The Metaphysics of Sex）』を執筆し、この著書で彼の性に対する見解が詳細に扱われた。アーサー・ヴェルスルイスはこれを『現代世界に対する反乱（Rivolta contro il mondo moderno）』を除けば、エヴォラの最も興味深い著作だと描写した。この著書は多くのニューエイジ支持者の間で依然として人気が高い。

### 人種
人種に対するエヴォラの見解は、彼の貴族的エリート主義に根差している。ポール・ファーロングによると、エヴォラは1930年代と第二次世界大戦期に人種主義に関して『現代世界に対する反乱』や別の文章で「カースト退歩の法則」と呼ぶものを発展させた。エヴォラの見解によれば、権力と文明は四つの階級、すなわち「神聖な指導者、戦士貴族、ブルジョア（経済・商人）、奴隷」の間で順次移動し発展してきた。ファーロングは「エヴォラにとって人種的優越性の核心は身体的・文化的特徴で表現されたが、カーストによって決定されなかった上位カーストの霊的特性にあった。カースト退歩の法則はエヴォラ哲学の核心に人種主義を置く。彼は下位人種の優勢が現代の大衆民主主義を通じて直接的に表現されると見るためだ」と説明する。エヴォラは「人種に属する人間」という言葉を「血統に属する人間」を意味するものとして使った。1969年、彼は「エリートに対してのみ人種に属すると言える。大衆はただの大衆にすぎない」と書いた。
1941年、エヴォラは『人種教理の総合（Sintesi di Dottrina della Razza）』で人種と優生学に関する自身の考えに対する概要を提供し「霊的人種主義」と「秘教的・伝統主義的人種主義」という概念を紹介している。この著書はムッソリーニの支持を得た。第二次世界大戦が終わる前、エヴォラは貴族を指すために「アーリア人」という用語をよく使ったが、彼の見解によれば貴族は伝統的な霊性に浸っていた。ウィリー・ファインスタイン（Wiley Feinstein）は、このような解釈がイタリア的脈絡でアーリア人の用語をより一層もっともらしくし、それによってファシスト・イタリアで反ユダヤ主義を助長したと書いた。エヴォラの解釈はムッソリーニにより採用され、彼は1938年に「イタリア文明はアーリア的だ」と宣言している。エリサベタ・カッシーナ・ウルフはエヴォラが1945年に人種に対する著述を中断したと見られるが、エヴォラの著作の知的主題はその他には変わりがなかったと付け加えた。エヴォラはエリート主義と弱者への軽蔑について書き続けた。彼の「アーリア・ローマ超人種教理」は単に人間の指導者教理として再陳述されただけで、もはやナチスの親衛隊を指すのではなく、中世のチュートン騎士団や『現代世界に対する反乱』で言及された騎士団を指すものだった。
エヴォラは「劣等であり、ヨーロッパではない人種」について書いた。彼は1935年にイタリアがエチオピアに侵攻した軍事的侵略はイタリアの支配力によって正当化され、人種混合の可能性に対する彼の懸念よりも重要だと信じていた。リチャード・H・ドレイクは「エヴォラは決して血統の価値を完全に無視する準備ができていなかった」と書いた。エヴォラは「黒人と他のすべてに対する賞賛、反植民地主義的な精神病、統合主義的な狂信主義のすべてがヨーロッパと西欧の衰退において平行な現象」である時代に「バランスの取れた意識と人種的尊厳性は健康だと考えられる」と書いた。ファーロングはエヴォラが1957年に書いたアメリカ合衆国に対する記事で「黒人に対する彼の根深い偏見に対して疑いの余地がない」と指摘した。

### 精神的人種主義
エヴォラの人種主義は肉体、魂、精神の人種主義を含み、後者の要因を優先視して「人種は精神が衰退する時だけ衰退する」と書いた。多様な人種心理学に対する彼の霊的解釈は、ドイツの人種理論家のルートヴィヒ・クラウスの影響を受けた。エヴォラと同様に、クラウスは人種混合の結果として身体的人種と精神的人種が分かれることができると信じた。ピーター・シュタウデンマイヤーは当時の多くの他の人種主義者がエヴォラの「精神的人種主義」を当惑したと指摘している。
ルネ・ゲノンと同様にエヴォラは人類がヒンドゥー教のカリ・ユガ、すなわち手綱を緩めた物質主義的欲望の暗黒時代に生きていると信じた。彼はイタリアのファシズムとドイツのナチズムの両方が天上のアーリア人種が再建されるという希望を象徴すると主張した。彼は呼び鈴、特にハイパーボリア人と彼らの衰退についての神話的説明を引用し、アーリア男性からハイパーボリアの影響の痕跡を感じることができると主張した。彼はアーリア男性がこれらの神話的な人種の上位に由来していると考えた。
ジェームズ・グレゴールは「ファシズムの最も重要な理論ジャーナルの一つで、エヴォラの批評家は地中海アーリア人だけではなく、多くの北欧系アーリア人がハイパーボリア的特性を全く見せられないと指摘した。 むしろ彼らは物質主義、官能美、忠誠心と犠牲に対する無関心、そして貪欲を露骨に表わしている。彼らは劣等な人種とどのように異なり、なぜどんな方法であれ彼らを好むべきなのか」とエヴォラの理論に対する現代の色々な批判を言及した。精神的人種主義と生物学的人種主義の関係についてエヴォラは「血統や人種という要素は重要だ。伝統が典型的な形成エネルギーとして生きて作用するのは心理的な側面、すなわち個人の脳や意見ではなく人生の最も深い力にあるためです。血統はこのような作用の効果を記録し、実際に遺伝を通じてすでに洗練されあらかじめ形成された問題だ…」というポール・ファーロングが疑似科学と描写した観点を提示した。

### 反ユダヤ主義
1930年代後半、エヴォラはファシスト政権のユダヤ人弾圧を擁護する論拠を提供した。エヴォラは1938年にムッソリーニの反ユダヤ主義的な人種法を奨励して賞賛し、ユダヤ人に対抗する「最上のアーリアンエリート」を促した。一部の著書で、エヴォラはユダヤ人をウイルスと呼んだ。彼はファシズムとナチズムがユダヤ人に対する最終勝利を収めれば「西欧の精神的堕落」が終息し、それにより「人間と超越的で超感覚的な現実の間の真の接触が再確立されるだろう」と言った。
1938年、エヴォラはカトリック教徒でありファシストのジョヴァンニ・プレツィオージが出版した悪名高い反ユダヤ主義著作『シオン賢者の議定書』のイタリア語訳本の第2版に序文とエッセイを寄稿した。この著作でエヴォラは議定書が偽造の可否と関係なく「非ユダヤ人民族のすべての伝統、階級、貴族、位階、そしてすべての道徳的、宗教的、霊的価値を完全に破壊することを目標とする神秘的な戦争計画が含まれている」と主張した。彼はルーマニアの鉄衛団の反ユダヤ主義指導者であるコルネリウ・コドレアヌを尊敬した。1938年、コドレアヌがカロル2世の命令によって暗殺された後、エヴォラは「タルムード的でありイスラエル的な暴政」を計画していると非難し、ユダヤ人の群れを猛烈に非難した   。
エリサベタ・カッシーナ・ウルフは、エヴォラの反ユダヤ主義はユダヤ人を生物学的人種の代表者と見るナチスの観念を強調したのではなく、むしろ「近代性の最悪であり最も堕落した特徴である民主主義、平等主義、物質主義に相応する世界観、存在方式、考え方、簡単に言えば精神の所有者」と見たと書いた。ウルフによると、エヴォラの全体主義的または精神的人種主義はナチスの生物学的人種差別主義より穏健ではなく、エヴォラは新しい人間を創造しようとするファシストのプロジェクトに統合できるイタリア式の人種主義と反ユダヤ主義を奨励しようとした。エヴォラはナチス理論家のアルフレート・ローゼンベルクと他の人々の生物学的人種主義を還元主義的であり唯物論的だと一蹴した。また、彼はアーリア人でありながらユダヤ人魂を持つことができ、ユダヤ人でありながらアーリア人の魂を持つことができると主張した。エヴォラの観点から、オットー・ヴァイニンガーとカルロ・ミケルシュテッターは後者の範疇に属するほど「十分英雄的・禁欲的であり神聖な」性格を持つユダヤ人だった。1970年、エヴォラはアドルフ・ヒトラーの反ユダヤ主義を第三帝国の名誉を毀損した偏執症的な固定観念として描写した。しかしエヴォラは、自分がかかわった政権が人種主義という名分で行ったホロコーストを明確に認めなかった。ファーロングはこれを「それ自体で彼の権威を破壊するのに十分な致命的な失策」と評しだ。

## 著作
エヴォラは36冊以上の著書と1100以上の記事を書いた。1930年代の文章と魔術に関する作品であり、エヴォラはEa（バビロニアの神エンキの名前を取ったもの）、Carlo d'Altavilla、Arthos（アーサー王伝説から取った名前）などの仮名を使った。

### キリスト教
1928年、エヴォラは『異教帝国主義』という題名のキリスト教批判書を書き、ここでファシズムを古代ローマの価値と西洋の秘教主義に合致する体制への変形を提案した。エヴォラはファシズムが古代のカースト制度と貴族主義を復古するための手段にならなければならないと唱えた。ジェームズ・グレゴールは、この文章が執筆時のファシズムに対する攻撃だと主張したが、ムッソリーニが「反教権的ファシズム」としてローマ教皇庁を威嚇するのにも利用したと指摘している。リチャード・ドレイクは、エヴォラが「カトリック教会を攻撃する機会をほとんど逃さなかった」と書いた。1928年4月、エヴォラの反キリスト教主張に対して、教皇庁の支援を受ける右翼カトリックのジャーナルである『国際秘密結社のレビュー（Revue Internationaledes Sociétés Secr̀tes）』は「イタリアのサタン主義者：ユリウス・エヴォラ」という題名の記事を掲載し、彼をサタン崇拝者として告発した。
エヴォラは『聖杯の神秘』という著書で聖杯に対するキリスト教的解釈を拒否し、聖杯が「原初的状態と連結された不滅的で超越的な力の原理を象徴する··· 聖杯の神秘は戦士への入門の神秘だ」と書いた。彼は13世紀、イタリア北部と中部地方の支配権をめぐってゲルフ派と戦ったギベリン派が自分の聖杯神話の概念を代表するキリスト教以前のケルト族と北欧伝統の残余的影響を持っていると主張した。また、彼は商人階級が戦士階級に取って代わられたため、ギベリン派に対するゲルフ派の勝利は階級の退化を示すと主張した。本書の序文でエヴォラは虚構の『シオン賢者の議定書』が本物かどうかに関係なく、近代性を説得力をもって表現したと主張した。歴史学者のリチャード・バーバー（Richard Barber）は「エヴォラは修辞学、偏見、学問、政治を混合して現在と未来を奇妙に表現するが、その過程で後期聖杯文学の多くを特徴づける難解なテーマと陰謀論に対する関心を初めて一堂に集めた」と言った。グッドリック＝クラークは、キリスト教の平等主義と接近性がエヴォラが信じた「義務、名誉、指揮」というローマの理想を傷つけたため、エヴォラが「キリスト教の到来を前例のない衰退の時代と考えた」と書いた。

### 仏教
1943年、エヴォラは『悟りの教理（La dottrina del risveglio）』で、パーリ仏典が真の仏教を表すと主張した。仏教に対する彼の解釈は反民主主義的であっだ。彼は仏教が西洋で堕落し消えたアーリアン伝統の本質を示し、それが戦士階級の優越性を証明してくれると信じた。ハリー・オルドメイアドフは、エヴォラの仏教著作がニーチェ的影響を示していると描写したが、エヴォラはニーチェの反禁欲的偏見として知られたことを批判した。エヴォラはこの著書がパーリ学会の公式承認を得て、名望のある東洋学出版社から刊行されたと主張した。エヴォラの仏教解釈は、彼の論文である『仏教での霊的活力（Spiritual Virility in Buddhism）』で提示されたように、仏教が普遍的慈悲を擁護するという観点が正当だと主張した東洋学者のジュゼッペ・トゥッチの第二次世界大戦以後の学問的主張と相反する。アーサー・ヴェルスルイスは、エヴォラの仏教に関する文は自分の理論のための手段だったが、主題を正確に表現したわけではなく、ヘルメス主義に対するエヴォラの文章についてもほぼ同じことが言えると主張した。ニャナビラ・テラは1945年にソレントの病院で入院していた中、エヴォラの『悟りの教理』を読み、比丘になるというに霊感を得た。

### 近代性
エヴォラの『現代世界に対する反乱』は、次第に現代の衰退に向かっていた古代黄金時代の神話を奨励する。この著書でエヴォラは宗教的・世俗的な権力が司祭ではなく霊的な力を表現する戦士たちによって創造され、統合される理想的な伝統社会の特徴を描写した。彼は神話で西洋が東洋に対する優越性を示す証拠を発見した。さらに、彼は伝統エリートが迷信的であり詐欺的な下級形態の魔法とは異なる位階的魔法を通じて権力と知識に接近できると主張した 。彼は古代ギリシャ時代から歴史知識人たちが疑問を提起することで伝統的価値を毀損してきたと主張した。彼は「非現代的形態、制度、そして知識」だけが「まだそれを受け入れられる人々に真の刷新をもたらすことができる」と主張した。この文章は「伝統と関連した思想を発展させたと知られたミルチャ・エリアーデと他の知識人たちによって直ちに認められた。エリアーデは20世紀の最も影響力のある宗教史家の一人であり、ルーマニアのキリスト教右翼運動である鉄衛団と関連のあるファシスト同調者だった。エヴォラは、ファシズムに主要な知性的影響を及ぼした人物の一人であるジョルジュ・ソレルの著書を読みながら神話の重要性を認知した。ヘルマン・ヘッセは『現代世界に対する反乱』を「まぶしくて興味深いが、非常に危険なもの」と評した。リチャード・ドレイクは、この本が1930年代には大きな影響力を発揮できなかったが、ついに極右派で熱烈な追従者を確保し、現在はエヴォラの最も重要な著作と見なされると書いた。
エヴォラの最後の主要著作である『虎に乗る（Ride the Tiger）』は、神が死んだ世の中での解体と転覆を探求し、現代世界がカリ・ユガにあまりにも深く入り込み、いかなる政治的または集団的復興も不可能だと信じたため、伝統の政治的または集団的復活の可能性を拒否した。ルネ・ゲノンのように宗教への回帰を主張する代わりに、彼はカリ・ユガで生き残り、究極的に超越するための非政治的指針書を構想した。このような考えは本書の題名である「虎に乗る」というタントラ的隠喩に要約されている。これは、一般的に主流のバラモン社会における霊的進歩を阻害するとされるもの（例えば、タントラ修行者は肉、酒、そしてごくまれな場合だが性行為まで行った）を霊的な超越の手段に変えることを意味する。エヴォラが説明した過程には、現代音楽、幻覚剤、異性との関係など、すべてを潜在的に活用すること、さらには都市的雰囲気を伝統主義者が原始の自然で発見した神の顕現に代替することまで含まれた。
1960年代、エヴォラは右翼が現代文明の腐敗を覆すことはできないと考えた。エリサベタ・カッシーナ・ウルフは、これがエヴォラが『虎に乗る』を書いた理由であり、未来の行動可能性を排除せずに積極的な政治への参加とは完全に距離を置くことにしたと指摘する。彼は「現代」という虎が走るのに疲れた時、確固たる姿勢を維持し介入する準備をしなければならないと主張した。グッドリック＝クラークは「エヴォラは現代の堕落に対抗して暴力的に行動する準備ができた積極的な虚無主義者の理想を提示する」と指摘している。

### 他の著作
エヴォラはしばらくの間、ジュゼッペ・ボッタイの雑誌の『ファシスト批評（Critica fascista）』に寄稿した。1934年から1943年までエヴォラはクレモナの親ナチス市長のロベルト・ファリナッチが所有した影響力のある急進ファシスト新聞の『ファシスト体制（Il Regime Fascista）』の文化面にあたる「哲学ジオラマ（Diorama Filosofico）」を担当した。エヴォラはこのページを通じて国際的な右翼思想家たちの作品を掲載した。ここに掲載されたエヴォラの寄稿文は帝国主義を擁護する内容だった。ムッソリーニがエチオピアを侵攻する直前、エヴォラは「戦争の神聖な勇猛」を賞讃した。同時期に彼は反ユダヤ主義者のジョヴァンニ・プレツィオージの雑誌の『イタリア人の人生（Lavita italiana）』にも寄稿した。
ニコラス・グッドリック＝クラークは、エヴォラが1945年に書いたエッセイの『アメリカの文明』でアメリカ合衆国を「金儲けの普遍的なアイギスの下で空虚な個人主義、順応、低俗さという内面の無定形性として没落したヨーロッパの最後の段階」と描写したと書いた。グッドリック＝クラークによると、エヴォラはアメリカが「世俗的な繁栄の地平と結合した機械論的であり合理的な進歩主義哲学として世界を巨大な郊外のショッピングモールに変貌させた」と批判した。
死後に刊行された『戦争の形而上学（Metaphysics of War）』で、エヴォラは保守革命家のエルンスト・ユンガーと同じ脈絡で戦争が霊的に充満した経験になりうるという観点を探求した。彼は戦士に超越的な志向が必要だと主張した。
エヴォラは、オスヴァルト・シュペングラーとホセ・オルテガ・イ・ガセットの一部著作をイタリア語に翻訳した。

## 政治

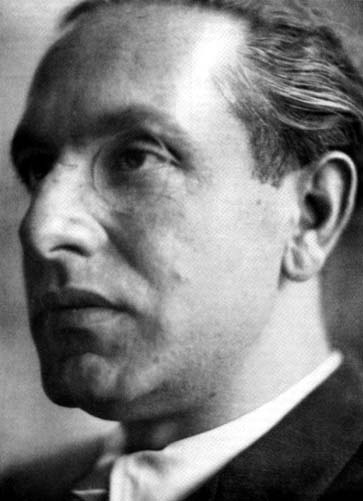
1940年のエヴォラ

エヴォラの観点から、霊的エリートが統治する国家は国民に対して疑う余地なく優越な支配力を行使しなければならなかった。彼はナチス・ドイツの親衛隊と暴力で悪名高いルーマニアの鉄衛団という二つのエリートモデルを提示した。鉄衛団のシンパだったミルチャ・エリアーデはエヴォラの著書を読了して感慨を受け、両者は終生続く親交を結ぶ。ポール・ファーロングはエヴォラの哲学が長い経歴の間、ルネ・ゲノンのような伝統主義作家の精神的指向とヨーロッパの権威主義右派の政治的関心事を反映したと書いた。トーマス・シーハン（Thomas Sheehan）は、エヴォラを「おそらくイタリアのファシスト哲学者の中で最も独創的であり創意的で、知的には最も非順応的な哲学者」と評した。
エヴォラはカトリシズムを捨て古代の異教を理想とし、秘教、魔術、オカルト、錬金術、密教、神秘主義思想を追い求め、近代システム、民主主義、フランス革命、近代世界を否定、さらにレイシズム、オカルティズム、ファシズム、エソテリシズムを根幹にすえて独自の神秘主義的アーリア至上主義に基づいた新帝国の建国を唱えた。1941年、スピリチュアルレイシズムを背景とした優生思想の書『人種教理の総合（Sintesi di Dottrina della Razza）』を刊行している。本書を読んだベニート・ムッソリーニは賞賛、すぐさま本書はドイツ語に訳された。これによりエヴォラはイタリアにおける人種論のイデオローグになった。エヴォラはムッソリーニにより招かれて意見交換をおこない、それからムッソリーニの援助で人種論機関誌『血と精神（Sangue e Spirito）』を立ち上げた。
しかし、人種政策に対するエヴォラの助言はフェラレージによると、大きな効果がなかった。エヴォラは一種の変わり者と見なされ、公式的にそっぽを向かれたり、自ら退いていた。エヴォラはファシスト時代の最後の10年間、影響力のあるファシスト新聞の『ファシスト体制（Il Regime Fascista）』の文化部門を担った。エヴォラは国家ファシスト党や他のいかなる政党にも加入することを拒否した。フェラレージはエヴォラの「高尚な非国教主義」と「帝国主義的異教徒主義」がカトリック教会を政権の柱にする政党に適合しなかったと書いた。エヴォラがファシスト党員ではなかったという事実は、後に彼をファシスト政権と距離を置こうとする支持者たちによって強調された。
彼の自叙伝でエヴォラは自分がナチス・ドイツの親衛隊保安部で活動したと言及した。1943年、イタリアのファシスト政権が崩壊すると、エヴォラは保安部の助けを借りてベルリンへ逃れた。1951年5月、エヴォラはイタリアで逮捕され、ファシスト党の復活を助長し、ファシズムを美化したとして起訴された。エヴォラは自分はファシストではなく「スーパーファシスト（superfascista）」であると宣言した。彼はすべての容疑について無罪判決を受けた。

### ファシスト・イタリア
エヴォラは1922年のムッソリーニのローマ進軍を経験し、ファシズムに魅了された。彼はフランコ・フェラレージの表現を借りれば「イタリア国民をながらも、軍事的な枠組みに再編しようとする試み」を模索したという理由でファシズムを賞賛したが、民主的圧力に対するいかなる譲歩に対しても批判した。スティーヴン・アトキンスは「エヴォラはファシスト政権が十分にファシスト的ではなかったため批判した」と書いた。エヴォラは、ムッソリーニの反ブルジョア的性向とイタリア国民を強硬な戦士にするという彼の目標に対して喝采を送ったが、ファシスト政権で発見したポピュリズム、政党政治、そして左翼的要素を批判した。エヴォラは、ファシスト党が文化的・精神的基盤を全く備えていないと考えた。彼はこれらの要素を自分の理想的な超人的文化の概念に適合させるために、これらの要素を注入することに情熱的だった。エヴォラは、この概念がキリスト教以前のヨーロッパの帝国的偉大さを特徴づけると見た。
エヴォラは「すべては国家の中に、国家の外には何も、国家に反することは何もない」というファシストのモットーを賞賛した。トーマス・シーハンは、エヴォラを「ムッソリーニの熱烈な支持者」と表現した。しかし、エヴォラは民族主義を伝統的な位階的な社会秩序ではなく、現代西欧の概念と考えたため、彼の伝統主義的精神は民族主義を拒否するようにした。彼は真の人間になろうとするならば兄弟愛の汚染を克服し、血統、愛情、祖国または人間の運命のために他人と一つという感じで自らを浄化しなければならないと言った。
エヴォラは政権がカトリック教会と交渉せずに指示しなければならないと主張し、1927年には『ファシスト批評』の社説で教会に独立的な権力を許容すればファシズムが「笑わせる革命」になると警告した。1928年、彼はファシストがカトリック教会との交渉を通じて「最もとんでもない失策」を犯したと書いた。また、彼はイタリア社会が同調する未来主義とその運動の「平民的な」性格にも反対した。エヴォラはムッソリーニが1922年以後、ファシスト党を解散し、国王ヴィットーリオ・エマヌエーレ3世の忠誠な顧問にならなければならなかったという意見を明らかにした。故に1930年、エヴォラはさらにエリート主義的な社会秩序を擁護するために『塔（La Torre）』という刊行物を創刊した。彼は『塔』で「我々はより急進的であり、より大胆であり、純粋な力で構成され、いかなる妥協も不可能な真の絶対的なファシズムを望む」と書いた。エヴォラの思想は、ファシスト党の主流から好評を得ていなかった。エヴォラはムッソリーニの検閲官が『塔』を弾圧したと書いており、この弾圧は5ヶ月間10回にわたって続いた。イタリアのファシズムは左派と同じく右派の反対に対しても寛容を示さなかった。それにもかかわらずエヴォラは1934年に影響力のある急進ファシスト新聞の『ファシスト体制』に文化面を担当する記者として雇用され、1943年まで職位を守った。
ムッソリーニが1938年に人種主義理論を受け入れた理由について、学者間の意見は分かれている。ある学者たちは、ムッソリーニがイタリアに反ユダヤ主義法を導入した時、理念よりは政治的考慮により大きな動機を与えられたと主張する。他の学者たちは、イタリアのファシズムの人種理念がナチスの影響だけで起因するという主張に反論する。最近の解釈は、ムッソリーニがファシスト変革の遅い速度に挫折を感じ、1938年には人種理念を含むますます急進的な措置を採択したということだ。アーロン・ジレット（Aaron Gillette）は「人種主義が新しいファシスト、すなわちファシスト人間（uomo fascista）を作り出す核心動力になるだろう」と書いた。1938年に人種法が通過し、政権がユダヤ人を弾圧し始めると、エヴォラは差別と選別を通じて「ユダヤ人の脅威」に対応する措置を要求した。エヴォラの著作を引用してムッソリーニは「今日のイタリア人口はアーリア的起源を持っており、イタリア文明はアーリア的だ」と宣言した。
1941年8月、ムッソリーニはエヴォラの著書『人種教理の総合』を読んでエヴォラに会い、賞賛を惜しまなかった。エヴォラは後にムッソリーニが自分の著書でナチス・ドイツとは違うローマ特有のファシスト的な人種主義を発見したと回顧した。ムッソリーニの支援を受けてエヴォラは小規模雑誌の『血と精神』の創刊を準備したが、この雑誌は結局発刊されなかった。エヴォラはドイツの人種理論家たちと常に意見が一致したわけではなかったが、1942年2月にドイツを訪問し「ドイツ人種階層の主要人物たち」から『血と精神』に対するドイツ側の協力に対する支持を得た。ファシストはエヴォラの「古代ローマの国家と文化を真に代表した人々は北欧人種だった」という証明が持つ再生的価値を高く評価した。エヴォラはイタリアの代表的な人種哲学者となった。ムッソリーニは大衆文化省にエヴォラの人種主義理論に従うよう指示した。エヴォラは、ソレル主義をムッソリーニの優生学の議題と混合させた。エヴォラは「アーリア＝ローマ人種論とそれに相応する神話は一般的にファシズムが提示したローマ的思想を統合することができ、ムッソリーニが彼の国家を平均的なイタリア人を高揚させ、その内部で新しい人間を形成するための手段として活用するという計画に正当性を与えることができた」と書いた。

### ナチス・ドイツ
エヴォラはイタリアのファシズムがグッドリック＝クラークの表現によると「あまりにも妥協的」だと思ったため、ナチス・ドイツでより多くの認定を受けようとした。彼は1934年にそこで講義を始めた。エヴォラは保守革命を支持する貴族らと関連したベルリンの紳士クラブを自分の「自然な棲息地」と描写した。1937年と1938年にドイツでかなりの時間を過ごしたエヴォラは、1938年のドイツ・イタリア学会で一連の講義を行った。エヴォラは自分がナチズムの「正確な人種的特徴を持つ一種の新しい政治・軍事的秩序を構築しようとする試み」と呼んだことを高く評価し、ナチスのファシズム類型が伝統主義思想家たちを真剣に受け入れたと信じた。エヴォラはムッソリーニよりアドルフ・ヒトラーを高く評価したが、ヒトラーの民族主義に対しては疑問を抱いていた。それでも、イタリアとドイツの霊的統合やヨーロッパでの枢軸国の勝利を望んだ。
エヴォラは、個人的に知っていた親衛隊首長のハインリヒ・ヒムラーを尊敬した。一方、エヴォラはナチスのポピュリズムと生物学的唯物論に異議を唱えた。親衛隊は最初はエヴォラの思想を超国家的であり貴族主義的だと拒否したが、保守革命の活動家たちは彼をよりよく受け入れた。ナチスのアーネンエルベは、多くの人々が彼の思想を歴史的事実を無視した純粋な幻想と考えたと報道した。ヒムラーの親衛隊が保管したエヴォラに関する文書中のAR-126は、彼の「ローマ＝ゲルマン帝国」計画をユートピア的と描写し、彼を「現代世界に対する旧貴族の反乱」を目標とする「反動的なローマ人」と指称した。この文書は特に秘密国際秩序を構築しようとする熱望したエヴォラのドイツ国内での活動を親衛隊が阻止し、彼にいかなる支援も提供しないことを勧告している。
こうした反対にもかかわらず、エヴォラは国家保安本部内の汎ヨーロッパ主義勢力と政治的なネットワークを構築することができた。その後、軍事的事態によって汎ヨーロッパ支持者の影響力が民族主義者の影響力を追い越すと、エヴォラはナチズムの核心勢力として浮上した。エヴォラはナチ党の支援を受ける『European Review』に「新しいヨーロッパ秩序の要素としての国家と帝国（Reich and Imperium as Elements in the New European Order）」という記事を書いた。彼は大戦中に保安部に勤務した。保安部の研究図書館にあたる事務局7局は、エヴォラに神秘的なオカルトとフリーメイソンに関する資料を提供した。
1943年、ムッソリーニが失脚して投獄されると、イタリアは連合国に降伏した。この時、エヴォラはナチス保安部の助けを借りてドイツへ亡命した。エヴォラは同年9月にオットー・スコルツェニーがムッソリーニを救出した時、ムッソリーニを迎えた最初の人々の一人だった。トーマス・シーハンによると、ヒトラーもエヴォラと他のファシスト知識人に会った。東プロイセンにある「狼の巣」でムッソリーニと会合した後、エヴォラはムッソリーニのイタリア社会共和国（ドイツの傀儡政権）に参加した。エヴォラはローマに戻り、イタリア再生運動（Movimento per la Rinascitadell'Italia）という急進右翼団体を組織した。1944年、連合軍がローマを占領すると、エヴォラはウィーンへ逃亡し、米軍に逮捕されるのをかろうじて免れた。
ウィーンでエヴォラはナチスが押収したフリーメイソンやユダヤ人関連文書を研究し、親衛隊およびファシスト指導者たちと協力して連合軍の進撃に抵抗する部隊を募集した。エヴォラには空襲中に「自分の運命をよりよく考える」ために市街地のあちこちを歩く習慣があった。1945年、空襲中の砲弾の破片が彼の脊髄を損傷させた。エヴォラは余生を下半身麻痺のまま生きた。
第二次世界大戦中の西方連合国とソ連の同盟についてエヴォラは「民主主義強大国は、彼らの目的のために何の代価も払わずに転覆的な勢力を利用できると考える者たちが犯す誤りを繰り返した。彼らは二つの異なる程度の転覆的な勢力が向き合ったり交差する時、さらに進んだ程度を代表する勢力がついに主導権を握ることになるという致命的な論理を知らない」と書いた。

## 戦後と晩年
1945年、ソビエト赤軍の空爆によって負傷、後遺症が残った。下半身が部分的に麻痺したエヴォラは、オーストリアで治療を受けた後、1948年に戦後のイタリアへ帰国した。
フェラレージは、エヴォラが彼の著書と青年団体を通じて数世代にわたりイタリアの急進右翼武装勢力のグルだったと書いた。ウルフによると、1945年以後、エヴォラが選択した政治的モデルはムッソリーニもヒトラーもなかった。その代わり、戦後のネオ・ファシストとの対話でエヴォラはナチス親衛隊、ファランヘ党、コドレアヌの鉄衛団、クヌート・ハムスン、ヴィドクン・クヴィスリング、レオン・ドグレル、ピエール・ドリュ＝ラ＝ロシェル、ロベール・ブラジヤック、モーリス・バルデーシュ、シャルル・モーラス、プラトン（特に『国家』）、ダンテ（特に『帝政論』）、ジョゼフ・ド・メーストル、フアン・ドノソ・コルテス、オットー・フォン・ビスマルク、クレメンス・フォン・メッテルニヒ、ガエターノ・モスカ、ヴィルフレド・パレート、ロベルト・ミヒェルスなどを言及した。
エヴォラは、イタリア社会運動（MSI）の出版物に書き込みをしたが、決して入党しなかった。アトキンスによると、イタリア社会運動はエヴォラを「哲学者君主」と挙げたが、エヴォラは彼らの関心をほとんど許さなかった。ウルフはエヴォラを「フリーランスの政治評論家」と評した。エヴォラは密教分野での活動を続け、性魔術やその他の多様な密教研究に関する数冊の著書と論文を作った。その中には『権力のヨガ：タントラ、シャクティ、そして秘密の道』・『エロースと愛の神秘：性の形而上学』・『峰に対する瞑想：霊的探求の隠喩としての登山』がある。また、明らかに政治的な2冊の著書『廃墟の中の人々：急進的伝統主義者の戦後省察』・『虎に乗る：魂の貴族のための生存マニュアル』と自叙伝の『赤褐色の道』を書いた。エヴォラはアメリカ文明や物質主義に対する批判と共に、ヨーロッパで拡大していたアメリカの影響力についても詳しく説明し、これは彼の死後に出版された選集『Civiltà Americana』に収録された。
1951年4月、エヴォラはローマ警視庁政治事務所により他の36人と共に逮捕され、1949~50年の爆弾テロの試みがエヴォラのサークルと関連した後、ネオ・ファシスト武装組織の革命行動のファッシの思想家という疑いで起訴された。エヴォラの容疑はファシズムを美化し、ファシスト党の復活を助長したというものだった。彼の弁護士はフランチェスコ・カルネルーティだった。エヴォラは担架に乗せられ、法廷に持ち込まれた。裁判で自らを弁護しながら、エヴォラは自分の著作が少なくとも特定のエヴォラ主義の条件によって解釈されたファシズムとはつながりうるが、ムッソリーニ治下のファシスト政権とは同一視できない反民主主義的作家たちの長い伝統に属すると抗弁した。エヴォラは自分がファシストであることを否定し、代わりに自らを「スーパーファシスト」と称した。歴史学者のエリサベタ・カッシーナ・ウルフはこの発言が彼が自らを「ファシズムの上または向こう側に置いたということを意味するのかは不明だ」と書いた。ファシスト時代に裁判を担当した判事たちは、エヴォラが犯罪に対する責任を負うことはできないと判決した。同年11月20日、エヴォラはすべての容疑に対して無罪判決を受けた。他の被告人の36人中、13人は懲役刑を宣告された。
エヴォラはナチズムと距離を置く中、1955年にニュルンベルク裁判が笑劇であっだと評した。また、エヴォラはカースト基盤の貴族国家を全体主義と差別化しようと努力し、彼の著書『廃墟の中の人々（Men Among the Ruins）』と彼の自己防衛（autodifesa）で出した有機的国家概念を好んだ。エヴォラは第二次世界大戦後、ヨーロッパで保守革命を実行するための戦略を開発しようとした。彼は民族主義を拒否し、代わりに地域の状況によって多様な形態を取ることができるが「有機的であり、位階的であり、反民主的であり、反個人的」でなければならないヨーロッパ帝国（European Imperium）を擁護した。エヴォラはフランシス・パーカー・ヨッキーのネオ・ファシスト宣言文の『帝国（Imperium）』を支持したが、ヨッキーがすぐに可能なことについては表面的な理解を持っていると言った。エヴォラはネオ・ファシスト的ヨーロッパに対する彼の概念が正常な政治の外で活動する「優越なエリートにより最もよく具現されることができる」と信じた。彼はそのような貴族の「新秩序」が民主政の危機の間、上から権力を奪取できると展望した。
エヴォラの神秘主義的存在論は、戦後のネオ・ファシズムに影響を与えた。1945年以後、エヴォラは保守的革命運動の最も重要なイタリア理論家であり、イタリア急進右派の「首席理念家」と見なされた。フェラレージは「エヴォラの思想は数世代の武装勢力を一つに結ぶ必須のモルタルだった」と書いた。ヤコブ・クリスチャンセン・センホルト（Jacob Christiansen Senholt）によると、エヴォラの最も重要な戦後の政治著作は『指針（Orientamenti）』と『廃墟の中の人々』である。エヴォラは『廃墟の中の人々』の初版冒頭で 「私たちの敵は疑う余地なくキリスト教精神に従って進歩や改革の旗印の下で私たちが片方の頬を殴られた後、もう片方の頬を回して待機することを望むだろう。我々の原則は異なる。他の人に彼らがあなたにしてほしいことをしなさい。しかし、先に彼らにしなさい」と語った。エヴォラは第四身分を社会的エリートの循環的発展から最後の段階、すなわち神聖な権利を持った霊的エリートとして始める段階であり、新しい第一身分の国家は君主制の回復でなければならないと定義した。1950年のエッセイで彼はこの概念を拡張し、第四身分の国家を「集産主義文明··· 顔のない大衆の共産主義社会として特徴づけられる」と言った。
エヴォラは最後まで転向を拒否し、ネオ・ファシズムの中心的唱導者としてイタリアで大いに影響力を誇った。エヴォラは生涯を独身で貫き、子供もいなかったが、若い頃に作家のシビラ・アレラーモと関係を持った。彼は戦後にローマにある自分のアパートに住んだ。1974年6月11日、エヴォラはローマで鬱血性心不全によって死亡した。遺言により、彼の遺骸はペンニネアルプス山脈のモンテ・ローザにある氷河に掘られた穴に埋められた。

## 急進右派への影響
一時、イタリアのファシスト指導者のベニート・ムッソリーニ、ナチスの聖杯追求者のオットー・ラン、ルーマニアのファシスト同調者であり宗教史家のミルチャ・エリアーデはエヴォラを尊敬した。第二次世界大戦後、エヴォラの著作はヨーロッパの多くの極右政治、人種主義、ネオ・ファシスト運動に持続的に影響を及ぼした。彼はフランス語、スペイン語、部分的にドイツ語、そしてほとんどがハンガリー語（彼の翻訳作品の中で最も多い数）に広く翻訳された。
1987年、フランコ・フェラレージはエヴォラを「現代ヨーロッパの急進右派おいておそらく最も重要な知識人」と評したが、「右派の外では事実上知らされなかった」と言った。スタンリー・ペイン（Stanley Payne）とスティーヴン・アトキンスは、エヴォラを1974年に死亡するまで、ヨーロッパの主なネオ・ファシスト知識人として描写した 。ジョルジオ・アルミランテは彼を「我々のマルクーゼ（ただ、より立派な）」と呼んだ 。しかし、ポール・ファーロングによると、イタリア、フランス、ドイツ以外の地域でエヴォラは1990年頃に英訳本が広く刊行されるまではほとんど知られていなかった。リチャード・H・ドレイクは、エヴォラがテロリズムを擁護したと書いた。ピーター・メルクル（Peter Merkl）は、エヴォラの武力擁護が急進右派に対する彼の訴えの一部だったと指摘した。エリサベタ・カッシーナ・ウルフは「1969年から1980年の間にイタリアで極右団体が行ったテロ行為に対する彼の道徳的・政治的責任を巡る論争は、エヴォラが1974年に死亡するやいなや始まり、まだ終わっていない」と書いた。
ネオ・ファシスト組織のオルディーネ・ヌオーヴォのある指導者によると、「1953年以来、我々の作業はエヴォラの教えを直接的な政治行動に転換させること」だった。ネオ・ファシストのテロリストのフランコ・フレッダとマリオ・トゥティ（Mario Tuti）は、エヴォラの最も好戦的な著作を再刊した。1980年のボローニャ駅爆破テロ事件後、イタリアを離れた武装革命中核（NAR）の急進派は、海外の極右勢力にエヴォラの哲学を広めるのに役立った。一部はイギリスの国民戦線に影響を及ぼした。1980年代初め、ロベルト・フィオレと彼の同僚たちは国民戦線の「政治的軍人」がエヴォラの最も好戦的な小冊子の『戦いと勝利のアーリア的教理（The Aryan Doctrine of Battle and Victory）』を基盤に好戦的なエリート主義哲学を作り出すように助けた。アーリア的教理は霊的刷新のための「大聖戦」と認知された敵に対抗して戦う物理的な「小聖戦」が並行して遂行されなければならないと促した。
ウンベルト・エコーは、エヴォラをあざ笑った。1995年、エコーのエッセイ『原形ファシズム（Ur-Fascism）』は、エヴォラを「新しいイタリア右派理論の最も影響力のある理論的源泉」であり「最も尊敬されるファシストのグルの一人」として言及した。イギリスの極右演説家のジョナサン・ボーデンは、エヴォラの哲学について講演した。フランスの右翼哲学者のアラン・ド・ブノワは、エヴォラが自分に影響を及ぼしたと言及した。ニコラス・グッドリック＝クラークは、エヴォラがカリ・ユガを悲観的に称賛したことが、秘教的ナチズムとアーリアン宗教に影響を及ぼしたと指摘した 。
エヴォラの『異教帝国主義（Imperialismo pagano）』のドイツ語訳本『Heidnischer Imperialismus』は、1981年にロシアの急進右派でありユーラシア主義者のアレクサンドル・ドゥーギンによって翻訳された。ドゥーギンは若い頃にルネ・ゲノンとエヴォラの伝統主義から「深い霊感を得た」と言った。ギリシャの極右政党の黄金の夜明けは、彼の著作を推薦図書リストに含ませ、ハンガリーのヨッビクの指導者はエヴォラを尊敬し、彼の著作に対する序文を書いた。21世紀の急進右派運動でエヴォラについての言及は広まっている。スティーブン・バノンは、エヴォラを影響力のある人物と評した。

## 著作
- Imperialismo pagano 1928
- Rivolta contro il mondo moderno 1934
- Il Mistero del Graal e la Tradizione Ghibellina dell'Impero 1937
- Sintesi di Dottrina della Razza 1941
- La dottrina del risveglio 1943